# ابوالغازی بهادرخان
ابوالغازی بهادرخان فرزند عرب‌محمدخان، حکمران خیوه و تاریخدان جغتایی بود. تاریخ احتمالی تولد این شاهزاده از خاندان ازبک شیبانی، ۱۶ ربیع‌الاول ۱۰۱۲ ق. (۲۴ اوت ۱۶۰۳ م) می‌باشد. معمولاً عنوان ازبک‌ها در اوایل دوران صفوی به شیبانیان فرارود گفته می‌شد اما در این سال‌ها، یعنی ۱۶۲۹ میلادی برابر با ۱۰۰۷ هجری شمسی، منظور از خان ازبک در جنگ‌های ازبک‌ها و شاه صفی، خان‌های خیوه و خانات بخارا هستند. ابوالغازی والی خوارزم خود به خراسان تاخت و برادرش اسفندیار، خانِ اورگنج به مرو حمله نمود. این دو برادر، از خان‌های خیوه هستند. ابوالغازی بهادر خان از خان‌های با اطلاع می‌باشد و کتاب‌های ارزشمندی بنام شجره تراکمه و شجره ترک تألیف کرده است. این خان که در ابتدا والی خوارزم بود، پس از بازگشت از دربار صفوی، خان کل خیوه شد.

## خاندان عربشاهی و پادشاهان صفوی
هنگامی که جانشینان تیمور در کشاکش قدرت با یکدیگر در خراسان و فرارود روزگار را به غفلت سپری می‌کردند، نوادگان چنگیز به فکر چنگ انداختن به سرزمین‌هایی افتادند که روزگاری اجدادشان بر آن‌ها حکم می‌راندند. یکی از این قبایل که اتحادی از طوایف بیابانگرد مغول را به‌وجود آورد، خاندان شیبانی بود که نژاد به چنگیز مغول می‌رسانید. در اواخر قرن نهم هجری قمری مقارن با ظهور سلسلهٔ صفویه در ایران، این قبایل، حکومتی به نام ازبکان در فرارود تشکیل دادند که بیش از چهار سده دوام داشت. پس از جنگ‌های متعددی که پادشاهان صفوی با ازبکان انجام دادند، در اواخر حکومت شاه عباس بزرگ، دو حکومت اصلی در بین ازبکان وجود داشت که همواره با یکدیگر و همسایگان در حال جنگ بودند: خانات خیوه در ناحیه خوارزم و خانات بخارا در بخارا و شمال خراسان بزرگ. البته روش حکومتی در این خانات به صورت متمرکز نبوده است و حکمرانان هر ناحیه‌ای درجه بالایی از خودگردانی داشته‌اند.
در اواخر حکومت شاه عباس بزرگ، در خوارزم عرب محمدخان، خان خیوه از سلسله عربشاهی حکومت می‌کرد. سپاهیان عرب محمدخان، فرزندانش را ضد وی برانگیختند و او به ناچار از شاه عباس یاری خواست. سرانجام عرب‌محمدخان موفق به مهار کردن این جریان نشد و بخشی از سپاه، فرزند چهارده ساله‌اش ایلبارس را به خانی برداشتند و در حدود ۱۰۳۰ ه‍.ق عرب‌محمدخان را کشتند. دیگر فرزندان او پراکنده شدند و اسفندیار سلطان به اصفهان (دربار شاه عباس) گریخت و ابوالغازی بهادرخان و شریف‌محمد به دربار امام‌قلی‌خان (خان بخارا از سلسله جانیان) در بخارا پناه بردند. سرانجام با حمایت جدّی شاه عباس، اسفندیارخان در ۱۰۳۲ ه‍.ق بر خوارزم غلبه کرد و بر مسند خانی نشست. تا زمانی که شاه عباس زنده بود، اسفندیارخان به خراسان حمله نمی‌کرد، اما پس از مرگ شاه عباس، هم خود خان خیوه و هم برادرش به خراسان حمله کردند، اما پس از مواجهه با واکنش شاه صفی، کل گناه حملات را بر گردن ابوالغازی (برادر اسفندیار) انداختند و از حملات عذرخواهی کردند. سپس ابوالغازی را دستگیر کرده و در ابیورد تحویل بیگلربیگی خراسان دادند که در همدان پیش شاه صفی بردند و ده سال در قلعه طبرک اصفهان زندانی شد.

## کودکی و جوانی
ابوالغازی کودکی و جوانی را در دربار پدرش در اورگنج و سپس در کاث گذراند و از ۱۰۲۹ ق / ۱۶۱۹ م. به بعد ولیعهد بود. وقتی که برادرانش پدرش را کشتند و ادعای تاج و تخت کردند، ابوالغازی به سمرقند گریخت. ازآن پس، هنگامی که ابولغازی و یک برادر دیگرش بنام اسفندیار، برادران یاغی را مغلوب کردند، اسفندیار ابوالغازی را به عنوان خان خود در اورگنج منصوب نمود (۱۰۳۳ ق / ۱۶۲۳ م). سه سال بعد، بخاطر بروز دشمنی با اسفندیار، ابتدا به تاشکند و سپس به اصفهان فرار نمود.

## تبعید در اصفهان
اقامت او، تحت حمایت صفویان، در اصفهان ده سال طول کشید که طی آن منابع فارسی و عربی را مطالعه می‌نمود و افزون بر آن منابع سنتی تاریخ مردمش را بررسی می‌کرد. تا ۱۰۵۴ ق / ۱۶۴۴ م؛ که یکی از برادرانش فوت نمود، فرمانروای خیوه نشد.

## دوران خانی
پس از خان شدن، هم و غم خود را صرف زندگی مردمانش و تاریخ‌نگاری نمود. پنج لشکرکشی به فرماندهی او ضد قبیله‌های ترکمن بین ۱۰۵۴ ق/ ۱۶۴۴ م. تا ۱۰۶۴ ق. / ۱۶۵۴ م. انجام شد که منجر به قبول سلطه از طرف بعضی از قبایل بیابان قره‌قوم و شبه جزیره منقشلاق شد. همچنین سه لشکرکشی ضد قالموقها بین ۱۰۵۹ ق. / ۱۶۴۹ م. تا ۱۰۶۷ ق / ۱۶۵۷ م؛ و دو حمله بر بخارا انجام داد که اولی در ۱۰۶۶ ق. / ۱۶۵۶ م؛ و دومی در ۱۰۷۳ ق. / ۱۶۶۲–۱۶۶۳ م. بود. کمی پیش از مرگ، به نفع فرزندش انوشه محمد، از حکمرانی کناره‌گیری کرد.

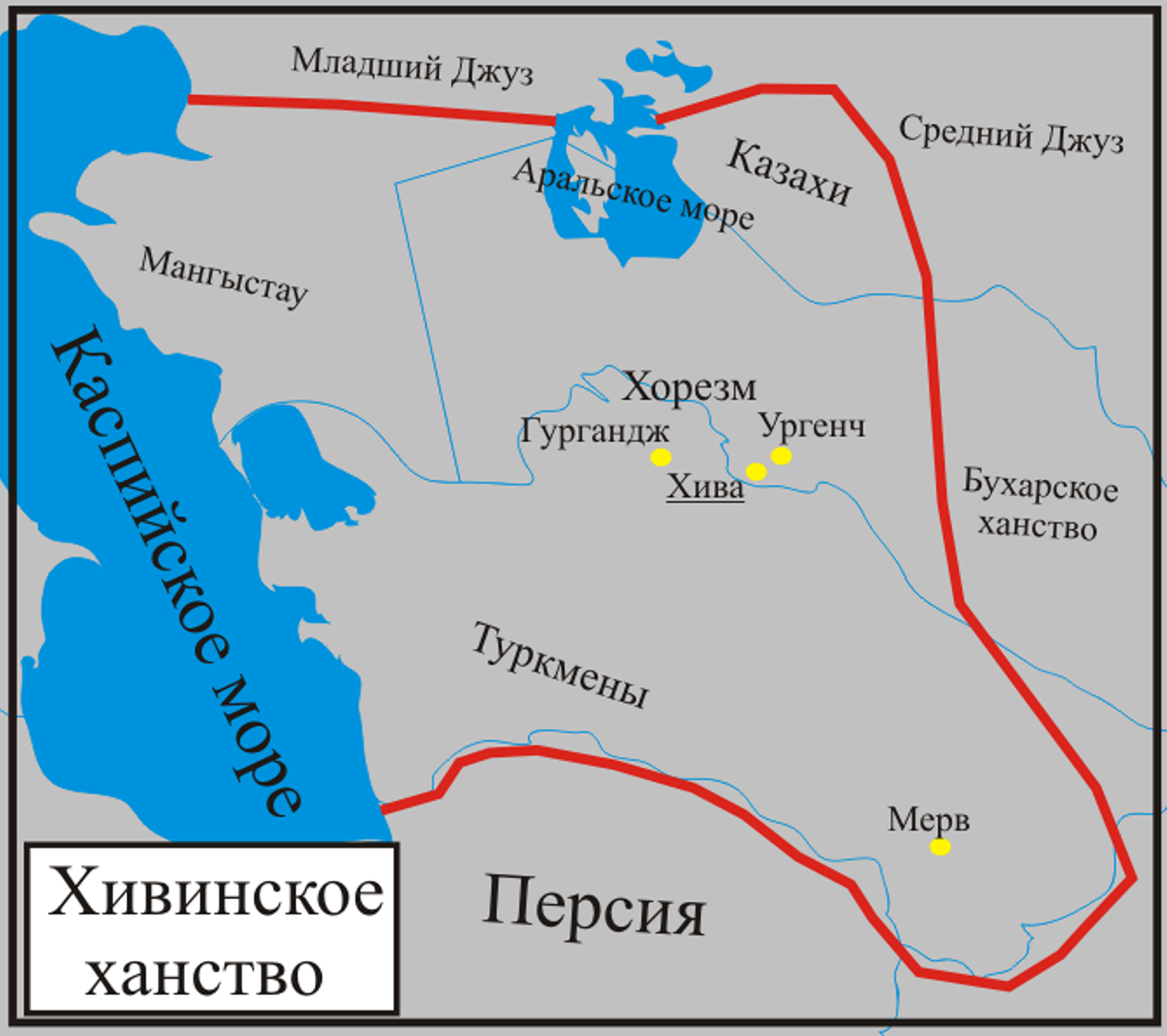
حدود خانات خیوه نزدیک به سال ۱۷۰۰ میلادی

## کتاب‌ها
با توجه به اینکه ابوالغازی روایت‌های قومی خود را همانند فارسی و عربی خوب می‌دانست، کتاب‌های زیر را به زبان ترکی آسیای مرکزی (یعنی چغتایی) تألیف نمود:
شجره تراکمه (تألیف ۱۰۷۰ ق. / ۱۶۵۹–۱۶۶۰ م)؛ نسب‌نامه ترکمنها، که بیش از همه از رشیدالدین و اغوزنامه گرفته شده و تا حدی از منابع دیگر به آن افزوده شده است. شجره‌نامه ابوالغازی به عنوان الگو از نوشته شرف‌الدین علی یزدی استفاده می‌کند.
شجرات الترک (یا شجرهٔ ترک)، در نه جلد، که تا زمان مرگ خود تا ۱۰۵۴ ق. / ۱۶۴۴ م. شجره‌نامه ترک‌ها را تألیف نموده بود که کارش را فرزندش ابوالمظفر انوشه محمد بهادر تا ۱۰۷۶ ق. / ۱۶۵۵ م. ادامه داد. بیشتر این کتاب را بدون دسترسی به منابع اولیه، بر اساس حافظه نوشته است. بیشتر اطلاعاتی که دربارهٔ چنگیزخان و جانشینانش داده شده است، غیرقابل استناد است، اما اهمیت کتاب در ارائه تاریخ شیبانیان از حدود ۱۴۵۰ م. به بعد است. این کتاب در اروپا شناخته شده بوده چون هنگامی که دو اسیر سوئدی که توسط روس‌ها در جنگ پلتاوا سال ۱۷۰۹ اسیر شده بودند، آن را به آلمانی ترجمه کردند، تا مدت‌ها ایده اروپایی‌ها را در مورد مغولان و ترکان آسیای مرکزی شکل می‌داد. این کتاب در لایدن سال ۱۷۲۶ م. به فرانسوی تحت عنوان تاریخ نسب‌شناسی تاتارها منتشر و تا سال ۱۸۲۵ م. به روسی، آلمانی و لاتین ترجمه شده بود. اصل جغتایی متن، همراه یک برگردان فرانسوی توسط ژان ژاک پی یر دمزون (به فرانسوی: Jean Jacques Pierre Desmaisons) در ۱۸۷۱–۱۸۷۴ م. تحت عنوان تاریخ مغولان و تاتارها منتشر شد. گرچه در ۱۹۷۰ م. بازنشر آن انجام گرفت، اما جای خالی ویراستاری مدرن برای آن هنوز احساس می‌شود.

## میراث
سیارک ۱۶۴۱۳ ابوالغازی، که در ۲۸ ژانویه ۱۹۸۷ توسط اریک والتر الست در رصدخانه لاسیلای شیلی کشف شد، به افتخار ابوالغازی بهادرخان به این نام، نامگذاری شد.

## پی‌نوشت
1. ↑  B. Spuler, “ABU’L-ḠĀZĪ BAHĀDOR KHAN”.
2. ↑  Amy Tikkanen, “Abū al-Ghāzī Bahādur”.
3. ↑  مهین فهیمی، دانشنامه جهان اسلام.
4. ↑  محسن رحمتی، دانشنامه جهان اسلام.
5. ↑  محسن رحمتی، دانشنامه جهان اسلام.
6. ↑  مهین فهیمی، دانشنامه جهان اسلام.
7. ↑  محسن رحمتی، دانشنامه جهان اسلام.
8. ↑  Peter Jackson, “The Safavid Period”, The Cambridge History of Iran, 286.
9. ↑  Kaveh Farrokh, “The Central Asian frontier”, Iran at war, 1500-1988.
10. ↑  Peter Jackson, “The Safavid Period”, The Cambridge History of Iran, 286.
11. ↑  B. Spuler, “ABU’L-ḠĀZĪ BAHĀDOR KHAN”.
12. ↑  B. Spuler, “ABU’L-ḠĀZĪ BAHĀDOR KHAN”.
13. ↑  B. Spuler, “ABU’L-ḠĀZĪ BAHĀDOR KHAN”.
14. ↑  B. Spuler, “ABU’L-ḠĀZĪ BAHĀDOR KHAN”.
15. ↑  B. Spuler, “ABU’L-ḠĀZĪ BAHĀDOR KHAN”.
16. ↑  B. Spuler, “ABU’L-ḠĀZĪ BAHĀDOR KHAN”.
17. ↑  (İlker Evrım Bınbaş, “OḠUZ KHAN NARRATIVES”.
18. ↑  B. Spuler, “ABU’L-ḠĀZĪ BAHĀDOR KHAN”.
19. ↑  Amy Tikkanen, “Abū al-Ghāzī Bahādur”.
20. ↑  B. Spuler, “ABU’L-ḠĀZĪ BAHĀDOR KHAN”.
21. ↑  B. Spuler, “ABU’L-ḠĀZĪ BAHĀDOR KHAN”.
22. ↑  "(16413) Abulghazi = 1987 BA2 = 1980 VK2 = 1985 UY1 = 1998 KB21" (به انگلیسی). IAU Minor Planet Center. Retrieved September 6, 2017.